# Кастелнуово Бока д'Ада
Кастелнуо̀во Бо̀ка д'А̀да (на италиански: Castelnuovo Bocca d'Adda, на западноломбардски: Castelnöu, Кастелньоу) е село и община в Северна Италия, провинция Лоди, регион Ломбардия. Разположено е на 49 m надморска височина. Населението на общината е 1651 души (към 2014 г.).